# Maria-Hilf (Thurndorf)
Die römisch-katholische Maria-Hilf-Kapelle liegt im Gemeindeteil Thurndorf der Oberpfälzer Gemeinde Kirchenthumbach im Landkreis Neustadt an der Waldnaab. Sie gehört zur „Pfarrei St. Jakobus Thurndorf“, die aus historischen Gründen zum Dekanat Auerbach im Erzbistum Bamberg zählt.
Die Kapelle liegt am südlichen Ortseingang von Thurndorf in Richtung Auerbach. Wie die oberhalb des Portals eingemeißelte Jahreszahl „1717“ belegt, wurde die Kapelle am Anfang des 18. Jahrhunderts errichtet. Sie ist ein Satteldachbau mit einem segmentbogigen Abschluss. Sie besitzt einen Dachreiter mit einer Zwiebelhaube. Der erste Dachreiter wurde 1902 aufgesetzt, wurde aber 2009 erneuert, wobei der Dachreiter neu mit Kupferblech eingedeckt wurde. Auf ihn wurde ein neu vergoldetes Kreuz aufgesetzt, nachdem ein Sturm das frühere Kreuz abgerissen hat.
Eine Besonderheit der Kapelle ist ein kleiner, aus Holz geschnitzter Altar, dessen Mittelpunkt ein Mariengemälde darstellt. Es ist eine Kopie des sog. Passauer Gnadenbildes, das seinerseits 1620 als Kopie des Gnadenbildes Mariahilf von Lucas Cranach dem Älteren angefertigt worden ist. Es zeigt die Muttergottes mit 12 Sternen um das Haupt sowie umgeben von Rosen und Lilien. Dieses Bildnis ist nach der örtlichen Überlieferung von der Thurndorfer Familie Buchfelder aus Wien hergebracht worden. Das Bild hat vor 1814 in der Pfarrkirche St. Jacobus neben dem Marienaltar gehangen.
Die Kapelle wurde 2017, also 300 Jahre nach ihrer Erbauung, mit Unterstützung des Bayerischen Landesamtes für Denkmalpflege, der Erzdiözese Bamberg und der Bayerischen Landesstiftung grundlegend renoviert.